# Жаворонковые певуны
Жаворонковые певуны (лат. Cincloramphus) — род насекомоядных птиц из семейства сверчковых (Locustellidae).

## Систематика
Родовое название было присвоено в 1838 году Джоном Гульдом и образовано от греческих корней «цихла» (τσίχλα) — «дрозд» и «рамфос» (Ράμφος) — «клюв».
Жаворонковые певуны отнесены к семейству Locustellidae, выделенному из славковых на основании филогенетических исследований и включающему от 8 до 12 близкородственных родов. Молекулярные исследования начала XXI века показали высокую степень родства между родами Cincloramphus и Megalurus.

### Классификация
Международный союз орнитологов относит к роду 12 видов:
- Cincloramphus bivittatus (Bonaparte, 1850) [syn. Buettikoferella bivittata] — Тимория[6]
- Cincloramphus cruralis (Vigors & Horsfield, 1827) [syn. Megalurus cruralis] — Бурый жаворонковый певун[1]
- Cincloramphus grosvenori (Gilliard, 1960) [syn. Cichlornis grosvenori, Megalurulus grosvenori] — Масковая новобританская славка[7]
- Cincloramphus llaneae (Hadden, 1983) [syn. Megalurulus llaneae]
- Cincloramphus macrurus (Salvadori, 1876) [syn. Megalurus macrurus]
- Cincloramphus mariae (J. Verreaux, 1869) [syn. Megalurulus mariei] — Новокаледонская славка[8]
- Cincloramphus mathewsi (Iredale, 1911) [syn. Megalurus mathewsi] — Рыжий жаворонковый певун[1]
- Cincloramphus rubiginosus (P. L. Sclater, 1881) [syn. Megalurulus rubiginosus]
- Cincloramphus rufus (Reichenow, 1891) [syn. Megalurulus rufus]
- Cincloramphus timoriensis (Wallace, 1864) [syn. Megalurus timoriensis] — Тиморская длиннохвостая камышовка[8]
- Cincloramphus turipavae (Cain & Galbraith, ICJ, 1955)
- Cincloramphus whitneyi (Mayr, 1933) [syn. Cichlornis whitneyi, Megalurulus whitneyi] — Одноцветная новобританская славка[7]

Первоначально к роду причисляли 2 вида (бурого и рыжего жаворонковых певунов), являющихся эндемиками Австралии, но в 2018 году согласно филогенетическим исследованиям состав рода пересмотрели, в том числе присоединив роды тиморий (Buettikoferella  Stresemann, 1928) и новокаледонских славок (Megalurulus Verreaux, 1869), увеличив таким образом объём рода до 11 видов с более широким ареалом.